# شامپبلت
شامپبلت (به فرانسوی: Champillet) یک کمون در فرانسه است که در اندر واقع شده‌است. شامپبلت ۶٫۹۴ کیلومتر مربع مساحت و ۱۵۷ نفر جمعیت دارد و ۲۵۰ متر بالاتر از سطح دریا واقع شده‌است.